# Britische Inseln

Der Archipel, der „Britische Inseln“ genannt wird

Die Britischen Inseln sind ein im Nordwesten Europas gelegener Archipel. Zu den Inseln gehören Großbritannien, Irland, die Hebriden, Shetland, Orkney, die Isle of Man, die Scilly-Inseln, Anglesey und die Isle of Wight. Auf den Britischen Inseln leben 73 Millionen Menschen, 68 Millionen Menschen leben im Vereinigten Königreich und 5 Millionen Menschen in der Republik Irland.
Die Bezeichnung Britische Inseln weist aus politischen, historischen und kulturellen Gründen nur eine geringe Trennschärfe auf. So ist einerseits politisch umstritten, ob die Insel Irland zu den Britischen Inseln hinzugezählt werden soll, obwohl sie geografisch Bestandteil des Archipels ist. Andererseits werden die im Ärmelkanal gelegenen Kanalinseln, welche geografisch dem europäischen Festland zugerechnet werden, aus politischen Gründen manchmal zu den Britischen Inseln gezählt.
Die Geschichte des Begriffes Britische Inseln scheint bis zu einer Bezeichnung Pretanische Inseln aus der Antike zurückzureichen, obwohl dieser Begriff keine besondere Geläufigkeit genoss. Die Wiedereinführung des Begriffs stand nicht zuletzt in Zusammenhang mit dem territorialen Expansionismus der englischen oder britischen Krone.
Unter Einschluss von Irland und ohne die Kanalinseln umfasst der Archipel rund 6000 Inseln mit einer Gesamtfläche von 315.134 km².

## Etymologie

Landkarte der „Britannischen Inseln“ von Sebastian Münster, Universitätsbibliothek Basel (1550)

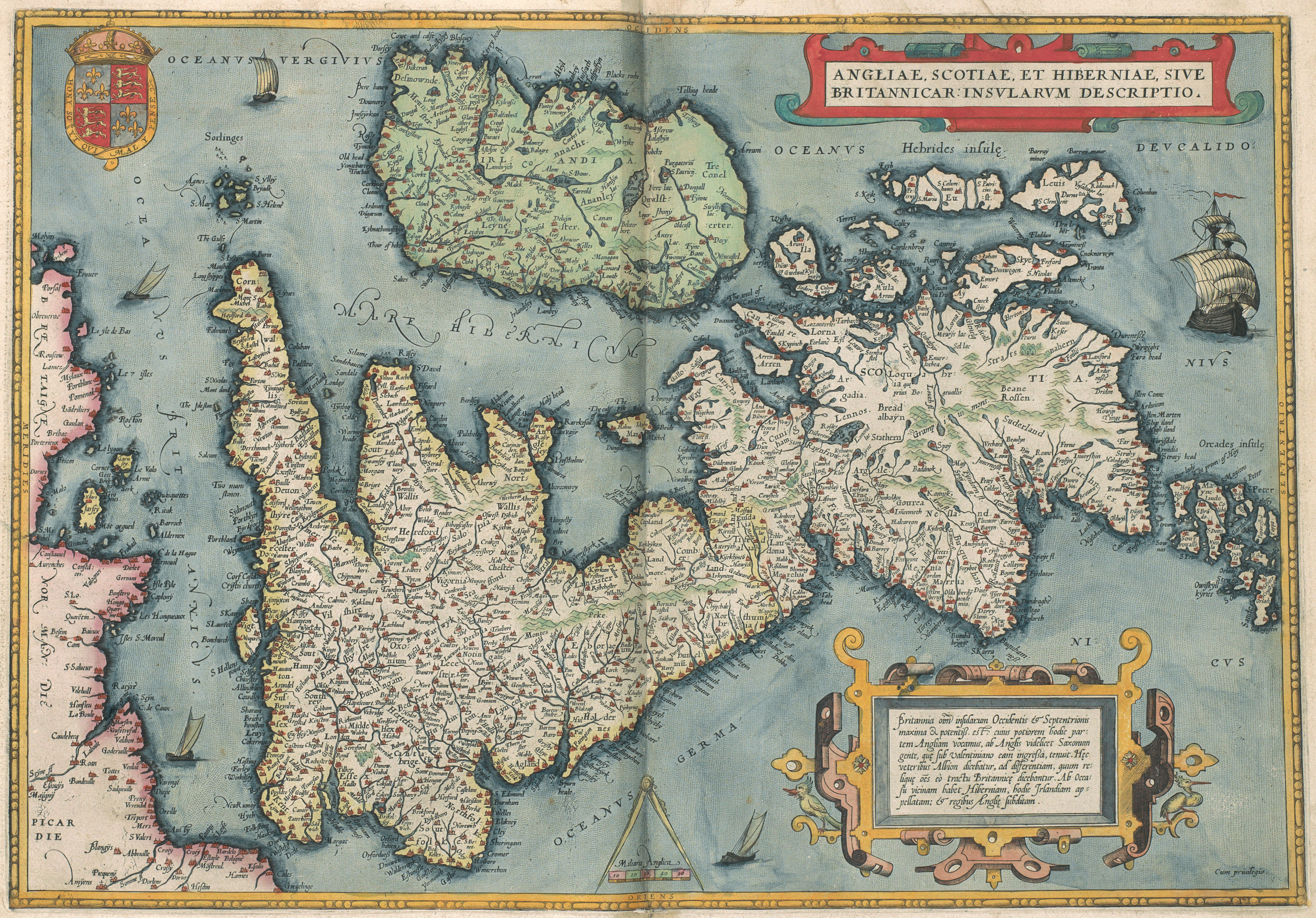
Landkarte der Britischen Inseln aus Theatrum Orbis Terrarum von Abraham Ortelius:, Königliche Bibliothek der Niederlande, Den Haag (1571–1584)

Die Schriften des römischen Kartographen Claudius Ptolemäus verwendeten im 2. Jahrhundert n. Chr. den Namen "Großbritannien" für die größere Insel. Er verwendete den Namen „Großbritannien“ (altgriechisch Μεγάλη Βρεττανία Megálē Brettanía), um den Unterschied zwischen dieser Insel und Irland aufzuzeigen. Für Irland verwendete Ptolemäus den Namen „Kleinbritannien“ ( Μικρά Βρεττανία Mikrá Brettanía). Der Name entstand in der klassischen Antike: lateinisch Britannicae insulae. Der Name war unter Kartographen des 16. Jahrhunderts typisch für den Archipel. In der Cosmographia von Sebastian Münster von 1544 wird der Name verwendet; dasselbe gilt für die Werke von Abraham Ortelius. Zum Beispiel hat sein 1587 Thesaurus Geographicus einen Eintrag für den Archipel „Britannicae“, den er definiert als lateinisch „insula vocantur apud auctores, ea qua hodie Anglicum & Scoticum regnum continet, cum Hibernia, & insulis circumiacentibus“ ‚„die von den Autoren erwähnte Insel, die jetzt das englische und schottische Königreich enthält, mit Irland, und den umliegenden Inseln“‘.

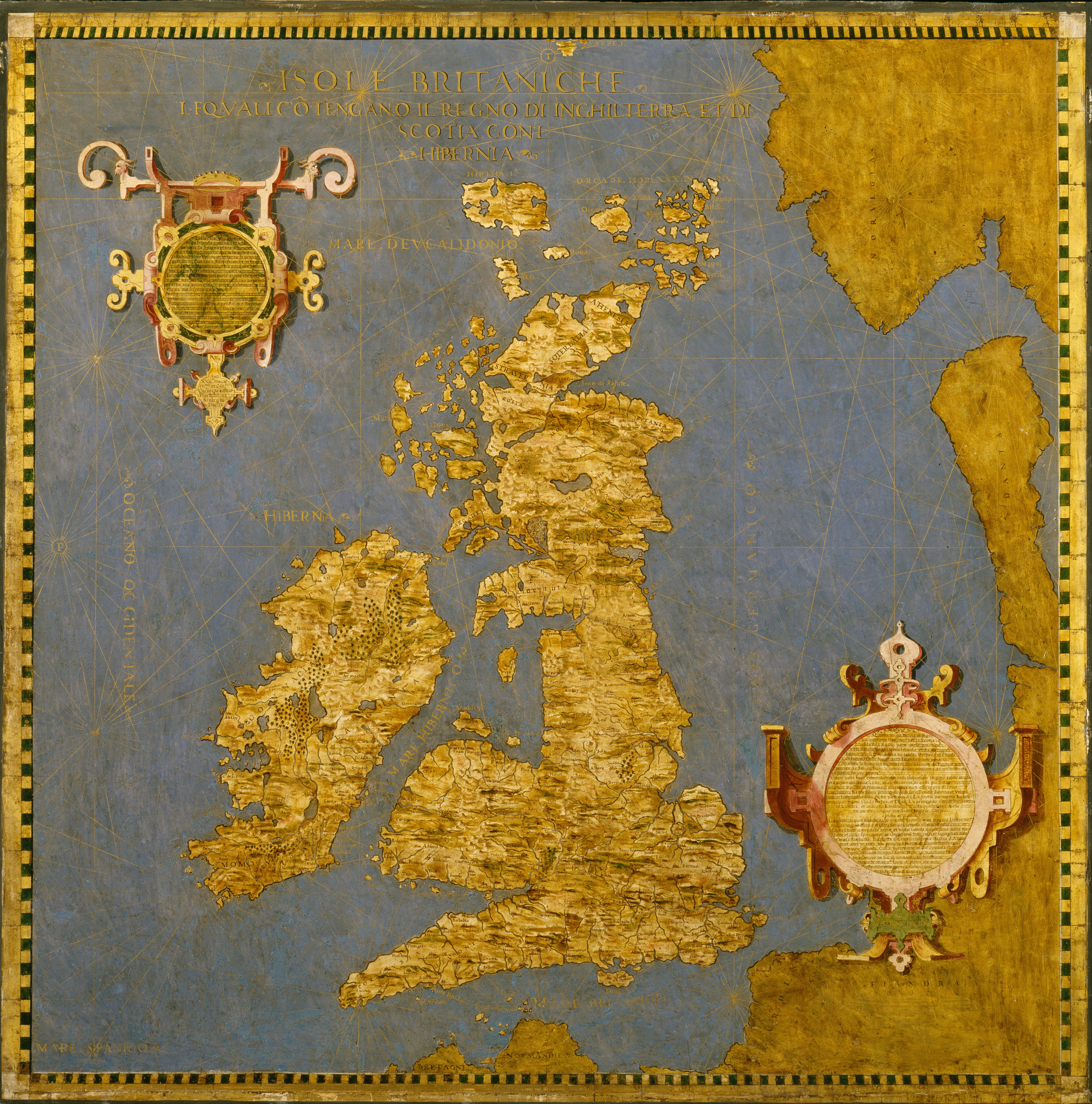
Landkarte der Britischen Inseln von Ignazio Danti, Palazzo Vecchio, Florenz (1565)

## Vegetation
Bis auf die westlichen Küstenregionen Irlands und den Großteil Schottlands liegen die Britischen Inseln komplett in der Vegetationszone der Sommergrünen Laubwälder, die sich in Mitteleuropa fortsetzt. An den Küsten des schottischen Aberdeenshire wächst Laub-Nadelmischwald, der in Richtung Highlands ursprünglich in borealen Nadelwald überging.
Richtung Westen gedieh früher sowohl in Schottland als auch an den irischen Westküsten unter dem Einfluss des warmen Golfstroms und bei jährlichen Niederschlagsmengen deutlich über 1000 mm (oft 1500 mm bis zu 2000 mm) ein gemäßigter Regenwald aus Eichen und anderen Laub- bzw. im Norden Nadelhölzern mit reichem Unterwuchs aus Moosen, Flechten, Pilzen und Rankpflanzen, der umgangssprachlich als „Keltischer Regenwald“ bezeichnet wird. Dieser Wald ist bis auf marginale Reste verschwunden. In den Highlands breiten sich stattdessen große baumlose Heidegebiete aus, die auf die Rodung der Wälder und die Beweidung zurückgehen. In Wales und West-Irland finden sich heute Kulturlandschaften mit Weiden und Koniferen-Forsten. Im äußersten Südwesten Irlands, wo sich bereits subtropischer Klimaeinfluss bemerkbar macht, waren die Regenwälder noch artenreicher und werden aufgrund des Artenspektrums von einigen Autoren bereits zu den Lorbeerwäldern gezählt.

## Geschichte
Um 12000 v. Chr. trennt das Meer Irland von Großbritannien und Kontinentaleuropa. Aufgrund der früheren Trennung Irlands von Europa als Großbritannien fehlen der Insel viele der Tier- und Pflanzenarten, die später aus Europa nach Großbritannien gelangten. Auerochsen, Elche, Rot- und Rehwild fehlten in Irland.
Vor etwa 11.000 bis 8000 begannen die Britischen Inseln, ihre heutige Form anzunehmen. Vor 8000 bis 7500 Jahren wurde die Straße von Dover überflutet. Zu dieser Zeit waren Guernsey und Herm eine einzige Insel, Jersey und möglicherweise Alderney gehörten zu Kontinentaleuropa, die Scilly-Inseln und die Orkney-Inseln waren jeweils eine einzelne Insel. Die Äußeren Hebriden waren größer und eine Küstenebene erstreckte sich westlich von Uist. Bis circa 500 Jahre nach der Bildung der Straße von Dover wurde Doggerland vollständig von der Nordsee bedeckt. Jersey wurde vor 7000 bis 6000 Jahren durch den Ärmelkanal von Europa getrennt, während Scilly und Orkney in kleinere Inseln zersplittert wurden. Gezeiteninseln könnten zwischen Jersey und der kontinentalen Küste existiert haben. In Großbritannien wurde das Fens von East Anglia Teil der Nordsee und die Somerset Levels sowie die Humberhead Levels erlebten Transgression. Vor 6000 bis 4000 Jahren hat sich Scilly zu vier Inseln gebildet, und die Geschwindigkeit des Untertauchens von Land um Guernsey und Herm nahm zu, während Jersey vollständig von Europa getrennt war. Vor 4000 bis 500 Jahren wurde das Zentrum der größten Insel der Scilly-Inseln überflutet. Der Scilly-Archipel, früher drei Hauptinseln und ein Festland, umfasst heute fünf Inseln und rund 140 kleinere Inselchen.

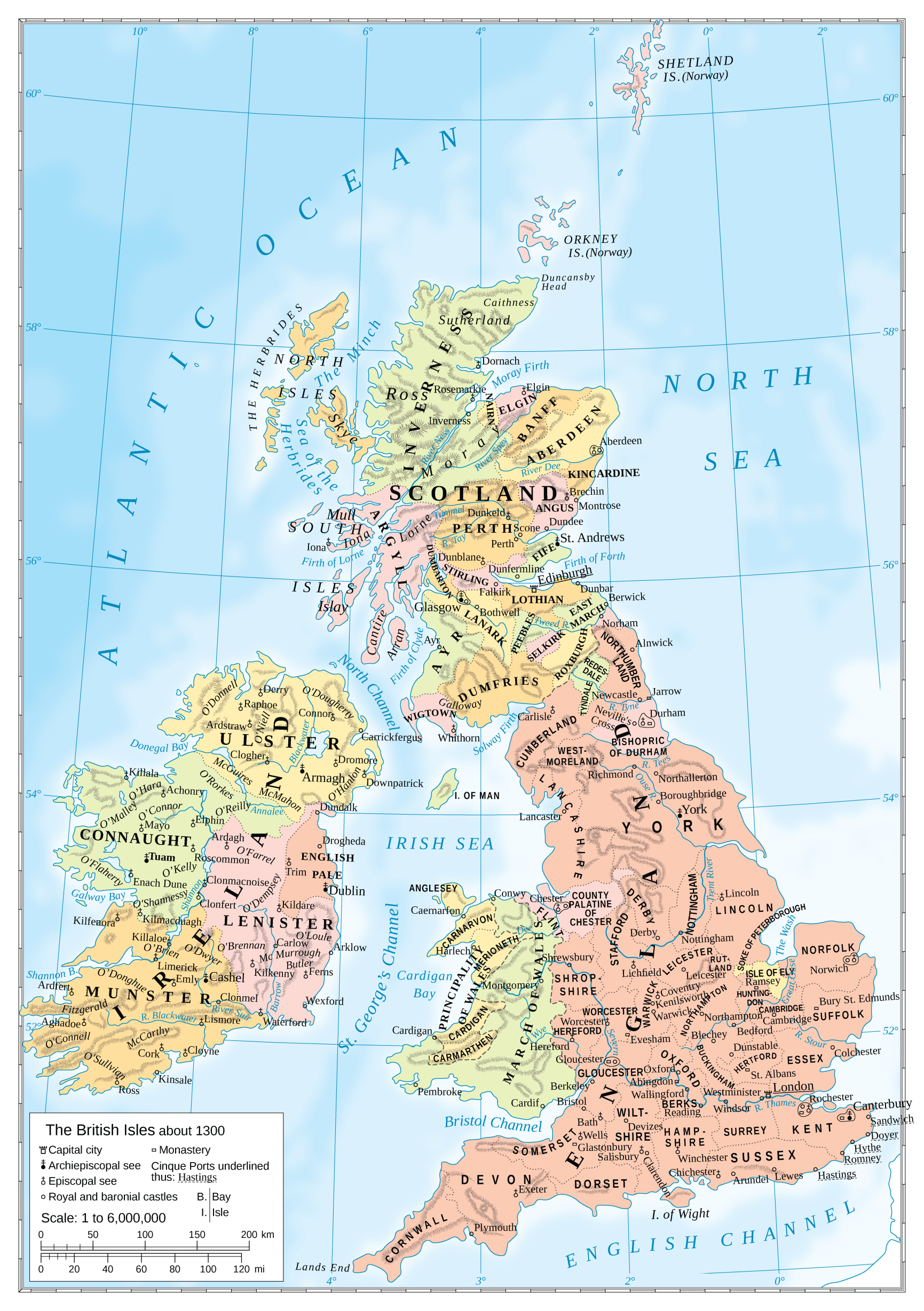
Die Britischen Inseln um 1300, während des Ersten Schottischen Unabhängigkeitskrieges und nach der Eroberung von Wales durch König Eduard I.

## Begrenzung
Die Britischen Inseln werden von der Nordsee, dem Ärmelkanal und dem Atlantik umgeben. Die Irische See liegt zusammen mit dem St.-Georgs-Kanal und dem Nordkanal zwischen den Inseln Irland und Großbritannien.

## Politische Bedeutung

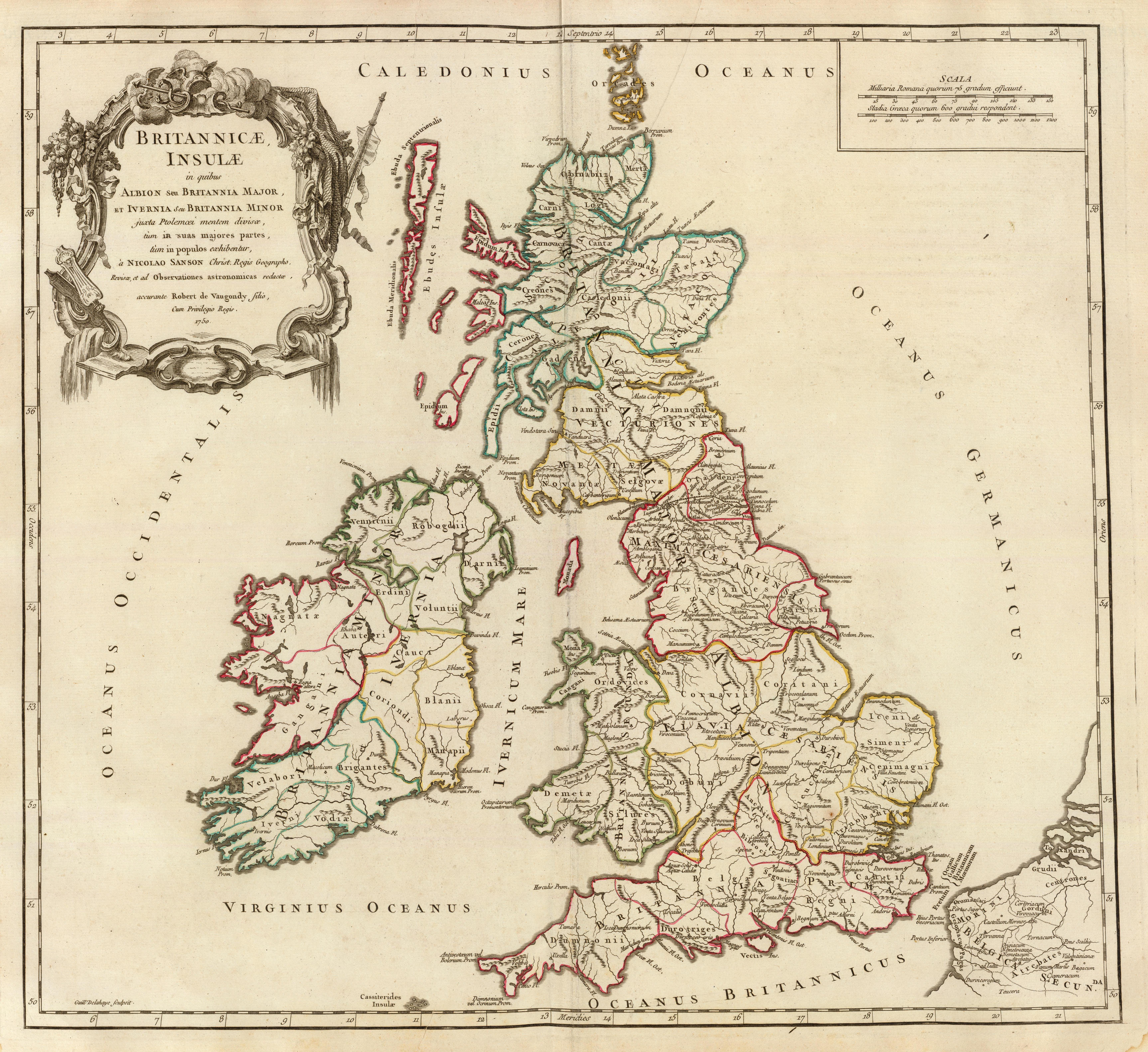
Landkarte der Britischen Inseln von Didier Robert de Vaugondy mit Irland als und Großbritannien als: Britannia Major seu Albion (1750)

Die Einbeziehung der Insel Irland in die Britischen Inseln ist umstritten, da dies nach Ansicht vieler Iren und teilweise auch der irischen Regierung die Souveränität der Republik Irland in Frage stellt und hinsichtlich Irlands historischer und kultureller Identität eine irreführende Bezeichnung darstellt.
Begründet wird dies u. a. mit der Ähnlichkeit der Bezeichnungen Britische Inseln und Großbritannien (vor allem englisch British Isles und englisch Great Britain). Die Ähnlichkeit ist nicht verwunderlich, da sich der Name des Archipels ja aus dem Namen seiner größten Insel ableitet. Darüber hinaus wird der Staat Vereinigtes Königreich Großbritannien und Nordirland umgangssprachlich oft als Großbritannien bezeichnet, was einer kompletten staatlichen Zugehörigkeit der Britischen Inseln zum Vereinigten Königreich zumindest nicht widerspricht.
In Irland hat sich daher auch der Begriff Britische Inseln und Irland bzw. Großbritannien und Irland (engl. Britain and Ireland) eingebürgert.
Die wachsende Geläufigkeit letzteren Begriffes wirft die Frage auf, ob eine Archipelsbezeichnung als solche überhaupt dienlich ist. Beispielsweise ist im Falle von Korsika und Sardinien keine Archipelsbezeichnung geläufig.
Für die politische Kooperation auf den britischen Inseln wurde 1999 der British-Irish Council gegründet.

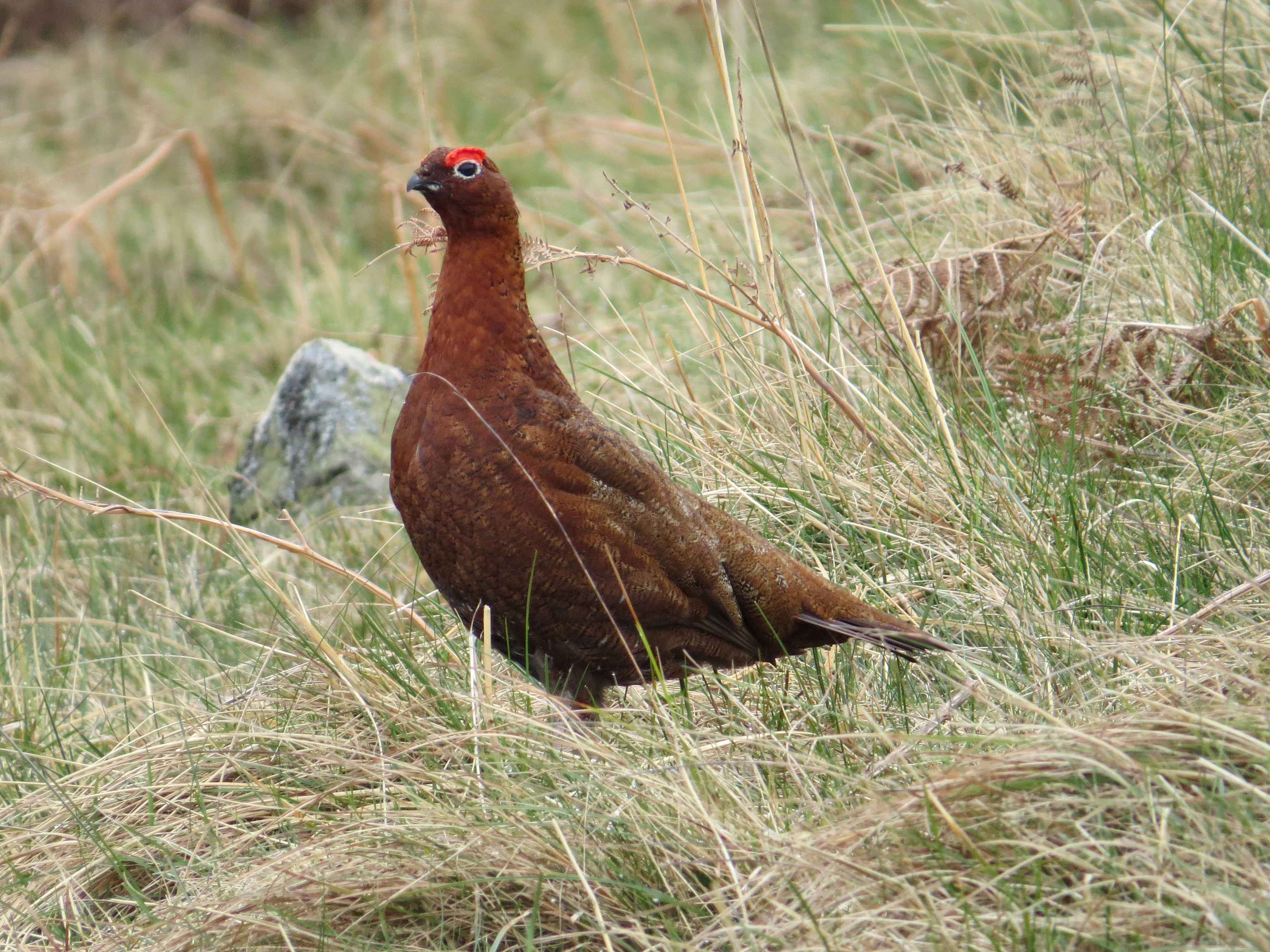
Das Schottische Moorschneehuhn ist einzigartig auf den Britischen Inseln.

## Herrschaftsgebilde auf dem Gebiet der Britischen Inseln
- High Kingship of Ireland, bis 1169
- Britische Stämme, bis etwa 70
- Pictland, bis ins 9. Jahrhundert
- Römisches Britannia, 43 bis etwa 410
- Unabhängige Britische und Walisische Fürstentümer, vom 5. Jahrhundert bis 1283
- Angelsächsische Königreiche, 5. bis 10. Jahrhundert
- Königreich von Man und den Inseln, 9. Jahrhundert bis 1308
- Königreich Schottland, 843 bis 1651 und 1660 bis 1707
- Königreich England, 774 bis 1536
- Lordschaft Irland, 1171 bis 1541
- Fürstentum Wales, 1267 bis 1542
- Königreich England und Wales, 1536 bis 1649 und 1660 bis 1707
- Königreich Irland, 1541 bis 1649 und 1660 bis 1800
- Commonwealth und freier Staat England, Wales und Irland, 1649 bis 1654
- Commonwealth von Großbritannien und Irland, 1654 bis 1660
- Königreich Großbritannien, 1707 bis 1800
- Vereinigtes Königreich Großbritannien und Irland, 1801 bis 1922
- Irischer Freistaat / Republik Irland, seit 1922
- Vereinigtes Königreich Großbritannien und Nordirland, seit 1922